# Poemenia notata
Poemenia notata là một loài tò vò trong họ Ichneumonidae.